# Вільшанська волость (Єлисаветградський повіт)
Вільшанська волость (Ольшанська) — історична адміністративно-територіальна одиниця Єлизаветградського повіту Херсонської губернії із центром у селі Вільшанка.
Станом на 1886 рік складалася з 19 поселень, 3 сільських громад. Населення — 9268 осіб (5041 чоловічої статі та 4227 — жіночої), 1574 дворових господарство.
|                     | Площа, десятин | У тому числі орної, дес. |
| ------------------- | -------------- | ------------------------ |
| Сільських громад    | 28352          | 10652                    |
| Приватної власності | —              | —                        |
| Казенної власності  | 9624           | 1330                     |
| Іншої власності     | 383            | 150                      |
| Загалом             | 38359          | 12132                    |

Найбільші поселення волості:
- Вільшанка (Маслова) — колишнє державне село при річці Синюха за 120 верст від повітового міста, 4296 осіб, 620 дворових господарств, існували православна церква, єврейський молитовний будинок, школа, земська станція, винний склад, 8 лавок, базари по п'ятницях. За 20 верст — залізнична станція.
- Добрянка — колишнє державне село при річках Синюха й Сухий Ташлик, 2689 осіб, 453 дворових господарства, православна церква, земська станція, 3 лавки, базари через 2 тижні по неділях.
- Синюхин Брід — колишнє державне село при річці Синюха, 2014 осіб, 331 дворове господарство, православна церква, школа.

За даними 1894 року у волості налічувалось 25 поселень, 2595 дворових господарств, населення становило 15 221 особа.